# Mark Gerard Miles

Wappen von Mark Gerard Miles

Mark Gerard Miles (* 13. Mai 1967 in Gibraltar) ist ein britischer Geistlicher, römisch-katholischer Erzbischof und Diplomat des Heiligen Stuhls.

## Leben
Mark Gerard Miles empfing am 14. September 1996 durch Bischof Bernard Patrick Devlin in der Kathedrale St. Mary the Crowned das Sakrament der Priesterweihe für das Bistum Gibraltar. Er erwarb einen Abschluss im Fach Kanonisches Recht und trat zum 1. Juli 2003 in den diplomatischen Dienst des Heiligen Stuhls ein. Er war an den Nuntiaturen in Ecuador und Ungarn tätig sowie als Nuntiaturrat in der Sektion für allgemeine Angelegenheiten des Staatssekretariats in Rom.
Papst Franziskus berief ihn am 31. August 2019 zum ständigen Beobachter des Heiligen Stuhls bei der Organisation Amerikanischer Staaten.
Am 5. Februar 2021 ernannte ihn Papst Franziskus zum Titularerzbischof von Città Ducale und zum Apostolischen Nuntius in Benin. Am 2. März desselben Jahres wurde er zusätzlich zum Apostolischen Nuntius in Togo ernannt. Kardinalstaatssekretär Pietro Parolin spendete ihm am 25. April desselben Jahres im Europa Point Sports Complex die Bischofsweihe. Mitkonsekratoren waren der Sekretär der Kongregation für den Gottesdienst und die Sakramentenordnung, Erzbischof Arthur Roche, und der Bischof von Gibraltar, Carmelo Zammit. Sein Wahlspruch lateinisch Parare Viam Domini (deutsch: Den Weg des Herrn bereiten) ist dem biblischen Zeugnis Johannes des Täufers entnommen (Mt 3,3 ; Joh 1,23 ).
Am 9. Juli 2024 ernannte ihn Papst Franziskus zum Apostolischen Nuntius in Costa Rica.